# تیم ملی فوتسال قرقیزستان
تیم ملی فوتسال قرقیزستان  نماینده قرقیزستان در مسابقات بین‌المللی فوتسال و یکی از تیم‌های فوتسال آسیایی است. 
براساس رده‌بندی فیفا تیم فوتسال قرقیزستان جایگاه ۴٢ را در بین تیم‌های ملی فوتسال جهان دارد.